# Druivenkoers 1983
La Druivenkoers 1983, ventitreesima edizione della corsa, si svolse il 23 agosto 1983 su un percorso con partenza e arrivo a Overijse. Fu vinta dall'italiano Walter Dalgal della Safir-Van de Ven davanti al belga René Martens e al belga Patrick Onnockx. Si tratta della seconda vittoria di un ciclista non belga nella storia di questa competizione, la prima di un italiano, ancorché residente in Belgio. Dalgal, peraltro, era già salito due volte sul podio di questa corsa, essendo giunto terzo nel 1978 e nel 1982. 

## Ordine d'arrivo (Top 10)
| Pos. | Corridore       | Squadra          | Tempo |
| ---- | --------------- | ---------------- | ----- |
| 1    | Walter Dalgal   | Safir-Van de Ven |       |
| 2    | René Martens    | Aernoudt-Rossin  |       |
| 3    | Patrick Onnockx | Beckers Snacks   |       |